# ジョン・ロビンソン (俳優)
ジョン・ロビンソン（John Robinson,  1985年10月25日 - ）は、アメリカ合衆国の俳優である。

## 来歴
1985年、オレゴン州ポートランドに生まれる。2003年にガス・ヴァン・サント監督がコロラド州で実際に起きた高校生による銃撃事件コロンバイン高校銃乱射事件を題材にした『エレファント』で、3000人を超える応募者の中からオーディションで選ばれたのをきっかけに映画デビューを果たす。2005年にはエミール・ハーシュ主演で製作されたスケートボードの新境地を開いたZ-BOYSの実話を描いた映画『ロード・オブ・ドッグタウン』へもメインキャストとして出演。2007年にはマイケル・ベイ監督の『トランスフォーマー』へ出演した。

## 出演作品

### 映画
- エレファント Elephant (2003)
- サラ、いつわりの祈り The Heart Is Deceitful Above All Things (2004)
- ロード・オブ・ドッグタウン Lords of Dogtown (2005)
- セラフィム・フォールズ Seraphim Falls (2006)
- The Beautiful Ordinary (2007)
- トランスフォーマー Transformers (2007)
- ウェンディ&ルーシー Wendy and Lucy (2008)
- フォールト・ライン―断たれた絆 Fault Line (2009)
- Homecoming (2011)
- 186 Dollars to Freedom (2012)
- ビッグサー Big Sur (2013)
- She Loves Me Not (2013)
- Boys of Abu Ghraib (2014)
- Something Wicked (2014)
- Forbidden Kiss (2014)
- Room 105 (2014)

### テレビドラマ
- Looking (2014)

## 参照
1. ↑  “John Robinson Biography”. 2014年8月18日閲覧。